# Heretic (pel·lícula)
Heretic és una pel·lícula de terror psicològic estatunidenca del 2024, escrita i dirigida per Scott Beck i Bryan Woods. És protagonitzada per Sophie Thatcher i Chloe East com a missioneres mormones que visiten la casa d'un home excèntric, el senyor Reed (Hugh Grant), després s'interessi per l'Església de Jesucrist dels Sants dels Darrers Dies. Les veritables intencions del senyor Reed quedaran clares. S'ha doblat i subtitulat al català.
Es va estrenar al Festival Internacional de Cinema de Toronto el 8 de setembre de 2024 i va arribar als cinemes dels Estats Units a càrrec d'A24 el 8 de novembre. Va rebre crítiques positives i va recaptar més de 59 milions de dòlars a tot el món. Per la seva actuació, Grant va ser nominat al Globus d'Or al millor actor, el premi de la Crítica Cinematogràfica i el BAFTA, mentre que Beck i Woods van rebre una nominació als premis Independent Spirit al millor guió.
La producció poder arribar a un acord provisional que permetia el rodatge durant la vaga d'SAG-AFTRA de 2023. Amb un pressupost inferior a 10 milions de dòlars, el rodatge principal va tenir lloc a Vancouver del 3 d'octubre al 16 de novembre de 2023. La pel·lícula es va rodar en ordre cronològic.